# Blaník
Blaník, op. 50, és una òpera en tres actes composta el 1874 per Zdeněk Fibich sobre un llibret en txec d'Eliška Krásnohorská. Es va estrenar el 25 de novembre de 1881 al Nou Teatre Txec de Praga.